# Streak-Running
Streak Runner ist eine Bezeichnung für Läufer, die täglich laufen.
Nach den Regeln der amerikanischen Streak-Running-Vereinigung (USRSA, United States Running Streak Association), die weltweit anerkannt werden, gilt für einen Streak, also eine Serie täglicher Läufe, folgende Bedingung:
Jeden Tag wird mindestens eine Meile (entspricht 1,61 km) gelaufen und die Serie entsprechend dokumentiert.
Streak-Running kommt aus dem Amerikanischen. Die USRSA als amerikanische Vereinigung der Streaker, die 2000 gegründet wurde, führt (Stand Juni 2025) Jon Sutherland als Ranglistenersten, der seinen am 31. Dezember 2024 nach über 55½ Jahren beendeten Streak am 26. Mai 1969 startete und in dieser Zeit keinen einzigen Tag lauffrei geblieben ist. Jim G. Pearson führt seitdem die Rangliste der aktiven Streaks an. Sein am 16. Februar 1970 gestarteter Streak ist nun fast 55½ Jahre andauernd.
Tägliches Laufen in hoher Intensität kann zum Übertraining mit negativen Folgen wie Erschöpfung, Verletzung oder Immunsuppression führen und muss daher vorsichtig betrieben werden. Abwechslung von harten und leichteren Einheiten als Grundlage jeden Trainings betreibt der Streaker, ohne ganz auf eine tägliche Trainingseinheit zu verzichten. Als Streaker oder Täglich-Läufer bezeichnen sich jedoch auch Sportler, die über Wochen oder Monate täglich laufen, dann unterbrechen müssen oder wollen, um zu einem späteren Zeitpunkt erneut eine tägliche Laufserie zu beginnen.